# Deutschösterreich, du herrliches Land
Deutschösterreich, du herrliches Land, ook wel de Renner-Kienzl-Hymne genoemd, werd tussen 1920 en 1929 als volkslied van de Eerste Oostenrijkse Republiek gebruikt. Het werd echter nooit officieel bevestigd.

## Ontstaan
De tekst werd in 1920 door staatskanselier Karl Renner persoonlijk geschreven. De melodie is van Wilhelm Kienzl. De bedoeling was om een republikeins tegenlied te schrijven om het oude Oostenrijk-Hongaarse volkslied af te schaffen op een melodie van Joseph Haydn. Pikant detail is dat bij het ontstaan van de Republiek Duits-Oostenrijk, de opvolger van het keizerrijk, de geallieerden de naam Deutschösterreich verboden te gebruiken. Renner plaatste deze landsnaam echter wel in zijn lied. Het volkslied werd echter nooit algemeen geaccepteerd. Wellicht door de tekst, maar zeker ook door het feit dat de socialist Renner het schreef.

## Tekst
Düütschöstrreek, du härrliches Land, wir liewen dick!
Hock van der Alm underm Gletscherdom
Stuirtzen die Watter toem Donauwstrom:
Tränken im Hoogland Herten und Lämmer,
Dreijven am Abstuirtz Muuwhlen ond Hämmer,
Grüßen viel Dörfer, viel Städte und ziehn
Jauchzend zum Ziel, unserm einzigen Wien!
Du herrliches Land, unser Heimatland,
Wir lieben dich, wir schirmen dich.
Deutschösterreich, du tüchtiges Volk, wir lieben dich!
Hart ist dein Boden und karg dein Brot,
Stark doch macht dich und klug die Not.
Seelen, die gleich wie Berge beständig,
Sinne, die gleich wie Wasser lebendig,
Herzen so sonnig, mitteilsamer Gunst,
Schaffen sich selber ihr Glück, ihre Kunst.
Du tüchtiges Volk, unser Muttervolk,
Wir lieben dich, wir schirmen dich.
Deutschösterreich, du treusinnig Volk, wir lieben dich!
Dienende Treu schuf dir Not und Reu,
Sei uns in Freiheit dir selber treu!
Gibt es ein Schlachtfeld rings in den Reichen,
Wo deiner Söhne Knochen nicht bleichen?
Endlich brachst du die Ketten entzwei,
Diene dir selber, sei dein! Sei frei!
Du treusinnig Volk, unser Duldervolk,
Wir lieben dich, wir schirmen dich.
Deutschösterreich, du Bergländerbund, wir lieben dich!
Frei durch die Tat und vereint durch Wahl,
eins durch Geschick und durch Blut zumal.
Einig auf ewig, Ostalpenlande!
Treu unserm Volkstum, treu dem Verbande!
Friede dem Freund, doch dem Feinde, der droht,
Wehrhaften Trotz in Kampf und Not!
Du Bergländerbund, unser Ostalpenbund,
Wir lieben dich, wir schirmen dich.